# Francisco Naranjo Franco
Francisco José Naranjo Franco (14 de agosto de 1928-13 de abril de 2015) fue un policía colombiano, Director de la institución entre 1981 y 1983.
Durante su cargo se inauguraron el Hospital Central de la Policía, el edificio de la Dirección Nacional y se fundaron varios centros de educación policial en Colombia. También estuvo a cargo de los primeros años de la lucha contra los narcotraficantes en el gobierno Turbay.
Fue padre del también Director de la Policía de Colombia y Vicepresidente de ese país, Óscar Naranjo.